# Нестеров, Степан Кузьмич
Степа́н Кузьми́ч Не́стеров (1906—1944) — Герой Советского Союза, участник Великой Отечественной войны, гвардии полковник, уроженец Добринского района Липецкой области.

## Биография
Степан Кузьмич Нестеров родился 5 (18) декабря 1906 в селе Талицкий Чамлык (ныне — в Добринском районе Липецкой области) в крестьянской семье. Окончил 4 класса церковно-приходской школы. В 1927 году уехал в столицу Узбекистана город Ташкент на строительство плотины, работал бетонщиком.
В 1928 году был призван в Красную Армию, с которой навсегда связал свою жизнь. Служил в кавалерийских частях. Окончив курсы младших командиров, стал командиром отделения, а затем старшиной эскадрона.
В начале 1930-х годов С. К. Нестеров перешёл на службу в танковые и механизированные войска. В 1935 году окончил Ленинградские бронетанковые курсы, стал командиром танка, а через некоторое время назначен командиром танкового взвода.
Во время советско-финской войны С. К. Нестеров был начальником штаба танкового батальона. В 1941 году заочно окончил Военную академию бронетанковых и механизированных войск.

## НачалоВеликой Отечественной войны
С октября 1941 года Нестеров на фронтах Великой Отечественной войны. Первое время он начальник штаба танкового батальона, а затем полка. В июне 1942 года Нестеров назначен командиром 130-й танковой бригады 24-го танкового корпуса. Танкисты Нестерова участвовали в боях под Старым Осколом, в удержании плацдарма на западном берегу Дона в районе Коротояка.

## ОборонаСталинграда1942—1943
19 ноября 1942 года началась историческая битва по разгрому немцев на Волге. Умение и опыт комбрига Нестерова особенно проявились в одной из самых смелых с точки зрения полководческого искусства операций Великой Отечественной войны. Развертывалась она уже после окружения немецких войск под Сталинградом. Чтобы отодвинуть подальше внешний фронт этого окружения, Верховное Главнокомандование решило нанести два сходящихся удара на западном берегу Дона.
Шесть дней наступления по тылам противника стали новой боевой страницей в истории бронетанковых войск Красной Армии. Об этом писала не только наша, но и иностранная пресса. Танкисты 24-го танкового корпуса под командованием генерала В. М. Баданова перерезали ряд важных коммуникаций врага, нанесли серьёзный урон его резервам. Действия бригад были настолько стремительны и неожиданны, что немцы принимали их за налёты партизан. Рейд советских танкистов был поистине героическим — гитлеровцам пришлось снять с ближайшего к Сталинграду участка танковые соединения и бросить их на ликвидацию глубокого прорыва наших танкистов.
На станции Тацинской, которую 130-я бригада под командованием Нестерова взяла в ночном бою, был захвачен и аэродром противника, уничтожены сотни самолётов, танков, орудий, тысячи солдат и офицеров. Немцы приготовили самолёты к взлету, были заведены моторы. Но пришлось сдаваться в плен — взлётная полоса оказалась занятой советскими танками. За боевые заслуги в ходе Среднедонской операции 26 декабря 1942 года 24-й танковый корпус, в составе которого действовала бригада Нестерова, был преобразован во 2-й гвардейский танковый и удостоен почётного наименования «Тацинский». 130-я танковая бригада стала 26-й гвардейской.

## Курская дугаи освобождениеСмоленскаиЕльни.1943 год
После победы советских войск на Волге 26-я гвардейская танковая бригада принимает участие в Орловско-Курской битве — в знаменитом сражении под Прохоровкой гвардии подполковник Нестеров лично вёл танкистов в атаку, находясь в самом пекле боя. Бригада громит немцев на Белгородском направлении. В августе 1943 года в составе корпуса её перебрасывают на Западный фронт. Здесь танкисты под командованием комбрига Нестерова освобождают Смоленск, Ельню. За отличное выполнение приказа командования по разгрому противника в Ельне бригада получает почётное наименование «Ельнинская».

## ОсвобождениеБелоруссиииЛитвы.1944 год
В апреле 1944 года 2-й гвардейский Тацинский корпус вошёл в состав 3-го Белорусского фронта. Части бригады Нестерова утром 3 июля 1944 года одними из первых ворвались в Минск. За освобождение Минска и успешные бои в Белоруссии 26-я гвардейская танковая бригада награждена орденом Красного Знамени. В дальнейшем нестеровцы способствовали окружению большой группировки противника и участвовали в её ликвидации.
После освобождения Белоруссии воины 26-й гвардейской бригады громят врага в Литве. Особенно отличились танкисты Нестерова при освобождении Вильнюса и форсировании Немана, за что бригада была награждена орденом Суворова 2-й степени.

## Бои вВосточной Пруссии.1944 год
Когда танкисты подошли вплотную к границе с Восточной Пруссией, гвардии полковник Нестеров расстается со своей бригадой, с которой прошёл по фронтовым дорогам от Дона до Литвы. Его, как одного из опытных и талантливых командиров, назначают на должность заместителя командира 2-го гвардейского Тацинского танкового корпуса.
Заместитель командира 2-го гвардейского Краснознамённого Тацинского танкового корпуса (3-й Белорусский фронт) гвардии полковник Степан Нестеров в октябре 1944 года возглавил форсирование соединениями и частями корпуса реки Писса в районе населённого пункта Кассубен, расположенного в 14-и километрах южнее города Шталлупёнен, ныне город Нестеров Калининградской области, и обеспечил их дальнейшие успешные действия.
Утром 16 октября началась Гумбинненская наступательная операция. Для преследования отступающего противника вдоль нынешней магистрали Калининград — Нестеров были введены в бой части 2-го гвардейского Тацинского Краснознамённого танкового корпуса. Танкисты атаковали разрозненные подразделения врага, продвигаясь всё дальше вглубь Восточной Пруссии. Решительно они действовали на левом фланге, где наступление 26-й танковой и 4-й мотострелковой бригад координировал Степан Кузьмич Нестеров.
Одной из тяжёлых преград на пути советских войск была река Писса. Когда наши танки подошли к реке вплотную, противник встретил их сильным артиллерийским огнём. Гвардии полковник Нестеров, выбрав наиболее уязвимое место во вражеской обороне, приказал танковым десантам форсировать Писсу. Противник меньше всего ожидал удара со стороны заболоченного участка реки. У местечка Кассубен реку удалось форсировать.
Развивая наступление, танкисты, поддерживаемые мотострелковой бригадой, вышли к городу Шталлупёнен. В разгар боя 20 октября 1944 года гвардии полковник Степан Кузьмич Нестеров погиб западнее местечка Кассубен (ныне посёлок Ильинское Нестеровского района Калининградской области). Однако операция, начатая под умелым руководством С. К. Нестерова, была с честью завершена. Его подчинёнными город Шталлупёнен был взят, и немецкая дивизия «Герман Геринг» понесла большие потери. Плацдарм для генерального наступления Красной Армии на Восточную Пруссию был завоёван.
Гвардии полковник С. К. Нестеров похоронен с воинскими почестями в парке города Каунас (Литва).

## Награды
Указом Президиума Верховного Совета СССР от 19 апреля 1945 года за мужество и героизм, проявленные в борьбе с немецко-фашистскими захватчиками, гвардии полковнику Нестерову Степану Кузьмичу посмертно присвоено звание Героя Советского Союза.
Награждён двумя орденами Ленина, орденом Красного Знамени, двумя орденами Суворова 2-й степени, орденами Александра Невского, Красной Звезды, медалями.

## Память
- В 1946 году в Калинградской области город Шталлупёнен переименован в Нестеров и образован Нестеровский район.
- В 1956 году в центре города Нестеров был установлен памятник Герою Советского Союза С. К. Нестерову. В 2005 году старый памятник был заменён на новый из бронзы.
- Бюст Нестерова установлен в посёлке Добринка Липецкой области.
- 21 мая 1957 года в Липецке образована улица Нестерова.
- Именем Нестерова названа средняя школа села Талицкий Чамлык Добринского района Липецкой области. На её здании установлена мемориальная доска.

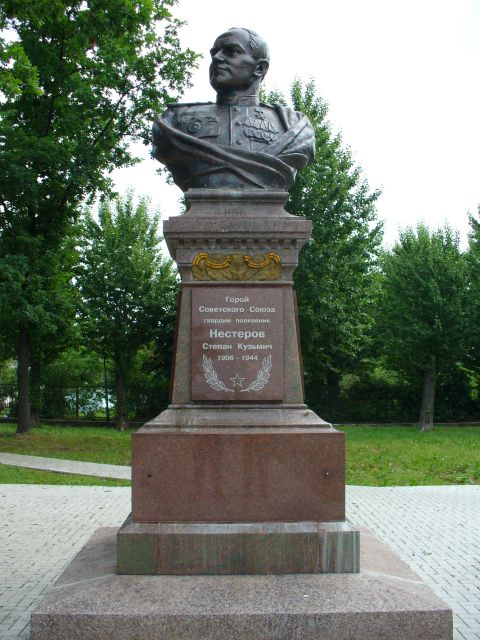
Памятник С. К. Нестерову
Мемориальная доска на улице его имени